# Heliothinae
Heliothinae is een onderfamilie van vlinders in de familie van de Noctuidae. Er vallen wereldwijd ongeveer 400 soorten onder deze onderfamilie. Ze komen voornamelijk voor in semi-dorre subtropische habitats. 

## Taxonomie
De onderfamilie is uitgebreid bestudeerd. Belangrijke werken zijn onder meer studies van Hardwick (1965 en 1970) en Matthews (1988). 

## Kenmerken
De meest betrouwbare karakteristieken die de onderfamilie definiëren zijn in de rupsen te vinden (Hardwick en Matthews). Deze hebben een stekelige huid en een transversale opstelling van L1 en L2 setae op de prothorax. 
Kenmerken van de volwassenen die min of meer exclusief zijn voor deze onderfamilie zijn de mannelijke geslachtsorganen die een langwerpige, riemachtige klep hebben met een eenvoudige corona in combinatie met een aedeagus vesica die vaak spiraalvormig is en de neiging heeft om geïsoleerde of kleine clusters van cornuti te hebben (Hardwick, 1970). 

## Voedselplanten
De onderfamilie omvat een aantal ernstige gewasplagen. 
Samen met de Stiriinae zijn de meeste leden van deze onderfamilie bloemen- en zaadvoeders (Matthews, 1988). 

## Geslachten
De onderfamilie omvat de volgende geslachten: 
- Adisura Moore, 1881
- Aedophron Lederer, 1857
- Australothis Matthews, 1991
- Baptarma Smith, 1904
- Chazaria Moore, 1881
- Derrima Walker, 1858
- Eutricopis Morrison, 1875
- Hebdomochondra Staudinger, 1879
- Helicoverpa Hardwick, 1965
- Heliocheilus Grote, 1865
- Heliolonche Grote, 1873
- Heliothis Ochsenheimer, 1816
- Heliothodes Hampson, 1910
- Melaporphyria Grote, 1874
- Micriantha Hampson, 1908
- Microhelia Hampson, 1910
- Periphanes Hübner, 1821
- Protadisura Matthews, 1991
- Psectrotarsia Dognin, 1907
- Pyrocleptria Hampson, 1903
- Pyrrhia Hübner, 1821
- Rhodoecia Hampson, 1910
- Schinia Hübner, 1818
- Stenoecia Warren, 1911
- Timora Walker, 1856

## Geselecteerde voormalige geslachten
- Erythroecia Hampson, 1910
- Masalia Moore, 1881
- Thyreion Smith, 1891